# Flughafen Mosjøen, Kjærstad

i7
i11
i13
Der Flughafen Mosjøen, Kjærstad (norwegisch Mosjøen lufthavn, Kjærstad, IATA-Code: MJF, ICAO-Code: ENMS) ist ein nordnorwegischer Flughafen.
Er befindet sich in der Provinz Nordland im Helgeland auf dem Gebiet der Kommune Vefsn, rund sechs Kilometer südlich der Kleinstadt Mosjøen.
Betreiber des Flughafens ist das norwegische Staatsunternehmen Avinor.
Der Flughafen wird nur von der norwegischen Regionalfluggesellschaft Widerøe angeflogen (Stand September 2023).
Direkte Linienflugverbindungen gibt es nach Bodø und Trondheim.